# 胡文淵
胡文淵，江蘇省揚州府甘泉縣人，清朝政治人物、進士出身。
光緒六年（1880年），参加庚辰科殿試，登進士二甲第127名。同年五月，著交吏部掣签，分发各省以知县即用。